# Марчано дел Кјана
Марчано дел Кјана (итал. Marciano della Chiana) је насеље у Италији у округу Арецо, региону Тоскана.
Према процени из 2011. у насељу је живело 2757 становника. Насеље се налази на надморској висини од 318 м.

## Становништво
Према резултатима пописа становништва 2011. у општини је живело 3.422 становника.
| 1936. | 1951. | 1961. | 1971. | 1981. | 1991. | 2001. | 2011. |
| ----- | ----- | ----- | ----- | ----- | ----- | ----- | ----- |
| 3.020 | 2.970 | 2.084 | 2.044 | 2.181 | 2.401 | 2.757 | 3.422 |